# Liste der Flaggen deutscher Gesamtstaaten
Liste der Flaggen deutscher Gesamtstaaten (nicht im Sinne des Völkerrechts als verschiedene Völkerrechtssubjekte) vom Deutschen Bund (Staatenbund) bis zur heutigen Bundesrepublik Deutschland.

## Bundesrepublik Deutschland

Nationalflagge
Nationalflagge als Banner
Dienstflagge der Bundesbehörden (Bundesdienstflagge)
Bundesdienstflagge als Banner
Dienstflagge der Seestreitkräfte der Bundeswehr
Standarte des Bundespräsidenten
Fahrzeugstander des Bundeskanzlers
Dienstflagge des Generalinspekteurs der Bundeswehr
Truppenfahne der Bundeswehr
Dienstflagge der Deutschen Bundespost
„Bundeswappenflagge“ (keine offizielle Flagge)

## Historische Flaggen

### Deutscher Bund1815–1866
Der Deutsche Bund war ein Staatenbund überwiegend deutschsprachiger Staaten zwischen 1815 und 1866.

National- und Handelsflagge 1848–1852
Kriegsflagge 1848–1852

### Norddeutscher Bund1866/67–1871

National- und Handelsflagge ab 1867

### Deutsches Kaiserreich1871–1918

Nationalflagge
Zusätzliche Handelsflagge mit dem Eisernen Kreuz ab 1896
Kriegsflagge (Kaiserliche Marine)
Gösch 1871–1903
Gösch 1903–1918

### Weimarer Republik1919–1933

Nationalflagge
Handelsflagge
Zusätzliche Handelsflagge mit dem Eisernen Kreuze (ab 1921)
Dienstflagge zu Land
Dienstflagge zur See (1921–1926)
Gösch ab 1921
Flagge des Reichswehrministers (1919–1921)
Flagge des Reichswehrministers (ab 1921)
Flagge des Reichspräsidenten (1919–1921)
de jure Kriegsflagge (1919–1921)
Reichskriegsflagge (ab 1921)
Standarte des Reichspräsidenten (1921–1926)
Standarte des Reichspräsidenten (1926–1933)
Lotsensignalflagge 1919–1933

### Deutsches Reich (1933–1943) / Großdeutsches Reich (1943–1945)

National- und Handelsflagge (1933–1935)
Handelsflagge mit dem Eisernen Kreuz (1933–1935)
Reichskriegsflagge (1933–1935)
Reichsdienstflagge (1933–1935)
Reichspostflagge (1933–1935)
Standarte des Reichspräsidenten (1933–1935, de facto nur bis 1934)
Persönliche Standarte Adolf Hitlers (1934–1945)
Parteiflagge der NSDAP (1920–1945) und zusätzliche Nationalflagge (1933–1935)
Zusätzliche Handelsflagge (1933–1935), Reichs-, National- und Handelsflagge (1935–1945), zugleich Gösch der Kriegsschiffe
Handelsflagge mit dem Eisernen Kreuz (1935–1945)
Reichskriegsflagge (1935–1938)
Reichskriegsflagge (1938–1945)
Reichsdienstflagge (1935–1945)

### Deutsche Demokratische Republik1949–1990

Staatsflagge von 1949–1959
Staatsflagge von 1959–1990
Handelsflagge von 1959–1973
Dienstflagge der Deutschen Post von 1955–1973
Standarte des Präsidenten
Standarte des Vorsitzenden des Staatsrates
Flagge des Generalsekretärs des ZK der SED und Vorsitzenden des Nationalen Verteidigungsrates
Dienstflagge der Nationalen Volksarmee
Dienstflagge für Kampfschiffe und -boote
Dienstflagge für Hilfsschiffe und -boote
Dienstflagge für Schiffe und Boote der Grenzbrigade Küste
Dienstflagge der Boote der Grenztruppen auf Elbe und Oder

### Sonstige Flaggen 1945–1968

Erkennungsflagge für deutsche Handelsschiffe (1946–1950)
Flagge der gesamtdeutschen Olympiamannschaft 1960 bis 1965